# Flotta a víz alatt
A Flotta a víz alatt (Submarine Patrol) 1938-ban bemutatott amerikai fekete–fehér játékfilm John Ford rendezésében. Magyarországon 1939. március 2-án mutatták be.
Az alaptörténet írásában mások mellett William Faulkner is részt vett. Izgalom és humor, háború és szerelem ötvöződik az első világháború idején játszódó filmben.

## Cselekménye
Amerikában önkénteseket toboroznak. Perry, a milliomos Townsend család legfiatalabb tagja önként jelentkezik a flottához, ahol az 599. számú tengeralattjáró-vadászhajóra osztják be. A hajó mellett, a New York-i hadikikötőben van a „Maria Ann" nevű kereskedelmi gőzös is, mely rendszeresen hadianyagot szállít Európába. Tulajdonosa, Leeds kapitány félti és minden útjára magával viszi leányát, Susant. Perry és Susan véletlenül találkoznak és megszeretik egymást.
Leeds kapitány attól tart, hogy a milliomos ifjúnak Susan csak futó kaland, ezért eltiltja őt a lányától.
Az 599. számú vadászhajó egy forgalomból kivont, régi hajócskának bizonyul, legénysége fegyelmezetlen. A gondatlansága miatt lefokozott Drake hadnagyot büntetésként helyezik az 599-esre parancsnoknak, aki gyorsan rendet teremt a hajón, Perryvel sem tesz kivételt. Perry elviszi Susant egy búcsúestre, amiért Leeds kapitány szemrehányást tesz neki és a vita hevében leüti a fiút. A két hajó egyszerre indul útjára, majd egy olasz kikötőben, Brindisiben újra találkozik. Útközben az 599-es elsüllyeszt egy ellenséges tengeralattjárót.
Brindisiben a fiatalok titokban meg akarnak esküdni, a Rex Hotelben összehozott esküvőt meghiúsítja Leeds kapitány érkezése: Perryt kérdés nélkül ismét leüti, leányát pedig magával viszi a „Maria Ann"-re. Susan és a lelkész felvilágosítja Leeds kapitányt a helyzetről, aki rohan Perryt kibékíteni, de a szerepek megfordulnak: most a fiú üti le a kapitányt. A vadászhajó közben sürgős parancsot kapott az ellenség rettegett tengeralattjárójának megsemmisítésére, és az eszméletlen Leeds kapitány az induló hajón ragad. Az 599-es áthalad az aknamezőn, elsüllyeszti az ellenséges tengeralattjárót, közben Leeds kapitánynak is alkalma van megmenteni Perry életét. Brindisiben most már Susan és apja készítik elő az esküvőt, de az újból elmarad, mert az 599-est sürgős feladatra küldik, és az „Maria Ann" is indul vissza Amerikába. Perry és Susan a két hajó legénységéből kórust alakítva kiabálják át egymásnak, hogy majd találkoznak és megtartják az esküvőt – Gibraltárban.

## Szereplők
- Richard Greene – Perry Townsend III.
- Nancy Kelly – Susan Leeds
- Preston Foster – John C. Drake
- George Bancroft – Leeds kapitány
- Slim Summerville – Spuds Fickett
- J. Farrell MacDonald – Sails Quincannon
- Warren Hymer – Rocky Haggerty
- Douglas Fowley – Pinky Brett
- Dick Hogan – Johnny Miller
- Elisha Cook, Jr. – Rutherford Davis Pratt (A professzor)
- George E. Stone – Irving Goldfarb
- Jack Pennick – Guns McPeek
- John Carradine – McAllison
- Henry Armetta – Luigi
- Joan Valerie – Anne